# Castro de los Rodiles
Los Rodiles es un castro celtibérico situado en las cercanías de Cubillejo de la Sierra (Molina de Aragón, Guadalajara, España). Es objeto de excavaciones arqueológicas desde 2006 y fue declarado Bien de Interés Cultural el 18 de septiembre de 2012.

## Ubicación y contexto
La comarca del Señorío de Molina-Alto Tajo ocupa una posición central dentro del territorio de la antigua Celtiberia. Dentro de ella, el castro de los Rodiles se sitúa en una zona de contacto entre los territorios meseteños interiores y las zonas cercanas al medio Ebro (actuales comarcas aragonesas de Calatayud y Daroca) y eso le confiere una situación privilegiada ya que precisamente desde allí, llegaron a la Meseta Central una serie de influencias culturales que se remontan al Bronce Final, que continuaron durante la I Edad del Hierro y que también son evidentes en los momentos de la llegada de Roma.
El Castro se ubica al pie de la sierra de Caldereros, en el borde de una amplia llanura de gran riqueza agrícola, atravesada por pequeños arroyos que vierten sus aguas al río Piedra, afluente del Jalón. Es evidente su posición de control de la zona productiva y de las vías de comunicación importantes.
Además de su privilegiada ubicación, el yacimiento de los Rodiles es uno de los enclaves celtibéricos más grandes de la zona, con un importante sistema defensivo y un previsible urbanismo que debió actuar como núcleo vertebrador de la comarca. No se ha excavado ningún yacimiento de esta época y de estas características en toda la provincia ni tampoco demasiados en regiones limítrofes. 
Se vienen realizando excavaciones arqueológicas desde el año 2006, que han proporcionado interesantes resultados que refrendan la relevancia de este yacimiento.
Se encuentra ubicado en el paraje denominado Loma Gorda, situado a 900 metros de distancia en dirección norte desde Cubillejo de la Sierra. Se trata de una gran meseta elevada con una altitud de 1160 m s. n. m. y 40 m respecto a los terrenos llanos circundantes, en cuyo extremo oeste se asienta el yacimiento celtibérico. 

### Área de protección arqueológica
En torno al castro de los Rodiles, en un radio de 500 metros, se hallan varios enclaves arqueológicos que muestran la evolución del poblamiento en esta zona a lo largo de los siglos.
- A 300 metros en dirección suroeste, se ubica el poblado junto a la ermita de la Vega fechado en el período Celtibérico Antiguo.
- Superpuesta a este poblado, cortando algunos de sus niveles, se ha descubierto en 2006, una necrópolis visigoda en perfecto estado de conservación.
- Junto a estos dos enclaves, se erige la ermita de la Vega, de época medieval, que presumiblemente tiene un nivel fundacional asociado a la necrópolis antes mencionada.
- Al suroeste del castro de los Rodiles y a 250 m en dirección oeste desde la ermita, se localiza una villa romana en la que nunca se ha intervenido sistemáticamente, pero de la que se han recogido numerosos materiales.

## Descripción
El área del asentamiento celtibérico tiene una extensión aproximada de 5 ha y está rodeado por tres recintos amurallados concéntricos. Comenzando desde la parte exterior se halla el denominado "Recinto Amurallado 3", que cierra una superficie de 5 ha. Los tramos visibles permiten identificar una muralla de cajón, de 1,5 a 2 m de anchura, que conserva en algunos lugares hasta 1,20 m de altura.
El segundo recinto es el denominado "Recinto Amurallado 2", que delimita un espacio de aproximadamente 2,5 ha. Igualmente parece tratarse de una muralla de cajón de entre 1,5 y 2 m de anchura, cuya altura llega a los 2 m en algunos puntos. En el lado este, junto a la posible entrada principal del castro, se conserva una estructura de planta cuadrada adosada a la muralla por la parte externa que únicamente conserva una hilada de grandes piedras bien escuadradas. 
Finalmente, el "Recinto Amurallado 1", el más interior y en la parte más alta del cerro, cierra un espacio de aproximadamente 1,5 ha. Conserva una altura media de unos 2 m y una anchura aproximada también de 2 m. La estructura de esta muralla es más compleja y se complica en el ángulo sureste, donde la altura conservada es de 4 m. y la anchura alcanza los 11 m, ya que se ensancha para albergar una torre semicircular que protegería la puerta de entrada a la acrópolis.
Tanto en la acrópolis, llamada así a la parte central y más alta del yacimiento, como en la primera y en la segunda terraza de la gran loma, han aparecido restos de construcciones que muestran la existencia de un urbanismo ortogonal bien estructurado. Por el momento se ha excavado una calle empedrada y viviendas y otras estancias adosadas entre sí, construidas a base de zócalos de mampostería, paredes de adobe y techumbre vegetal.